# Jonas Bruun (advokat)
Jonas Bruun (født 3. juli 1911 i København, død 25. november 1977) var en dansk højesteretssagfører. Bruun blev partner i sin fars advokatfirma i 1940 og fortsatte det alene under eget navn fra 1944.
Advokatfirmaet Jonas Bruun havde til huse i Bredgade 38 i København. Det fusionerede i 2009 med Hjejle Gersted Mogensen under navnet Bruun & Hjejle.

## Tidligt liv og uddannelse
Bruun var søn af højesteretssagfører Hans Henrik Bruun (1884–1954) og Elisabeth Poulsen (1887–1960). Han blev student fra Sorø Akademi i 1928 og fik sin kandidat i jura fra Københavns Universitet i 1937.

## Karriere
Bruun blev partner i sin fars sagførerfirma efter at have været ansat i Udenrigsministeriet fra 1939 til 1940. Han blev landsretssagfører i 1942 og ti år senere blev han højesteretssagfører. Efter faderens død i 1954 stod han tilbage som eneejer af advokatfirmaet. Han havde for vane at bringe kage til kontoret, når han havde mødt i Højesteret, en tradition der blev videreført i firmaet efter hans død. Han var først og fremmest aktiv som en fremtrædende juridisk konsulent for en lang række større danske virksomheder. Han var i mange år formand for eller bestyrelsesmedlem i A/S Højgaard & Schultz (fra 1958: A/S Entreprenør), A/S Lemvigh-Müller & Munck og Den Kongelige Porcelænsfabrik. Som følge af hans formandskab for De forenede Vagtselskaber spillede han en central rolle i fusionen med Det danske Rengøringsselskab under navnet ISS A/S og var også formand for dette selskab i begyndelsen af 1970'erne.
Bruun interesserede sig for kunst og var i mange år involveret i ledelsen af CL Davids Fond og Samling, Den holbergske stiftelse Tersløsegård, Knud Højgårds Fond og Statens Kunsthåndværksmuseum. Han var desuden aktiv i en række velgørende organisationer, herunder Vemmetofte kloster og Foreningen til Fremme af Blindes Selvvirksomhed.

## Privatliv
Bruun blev den 14. maj 1941 gift med hofdame og senere privatsekretær for dronning Ingrid, Sybille Malvina Lonny, komtesse Reventlow (24. august 1912 – 21. august 1998), en datter af ambassadør, lensgreve Eduard Reventlow (1883–1963) og Else Bardenfleth (1884–1964), i Christiansborg Kapel .
Bruun blev udnævnt til Ridder af Dannebrogsordenen i 1962 og kommandør af Dannebrogsordenen i 1975. Han døde den 25. november 1977 og er begravet på Tibirke Kirkegård ved Tisvildeleje tæt på familiens sommervilla "Tirsbakke" .